# Unión de la Juventud Socialista Polaca

Emblema de la ZSMP

La Unión de la Juventud Socialista Polaca (en polaco: Związek Socjalistycznej Młodzieży Polskiej, ZSMP) es una organización juvenil de Polonia fundada en 1976. La ZSMP fue miembro de la Federación Mundial de la Juventud Democrática. Junto con la Unión de la Juventud Socialista formaba el ala juvenil del Partido Obrero Unificado Polaco.